# Rittergut Fischbach
Das Rittergut Fischbach war ein reichsunmittelbare Kleinterritorium und später ein Patrimonialgericht.

## Geschichte
Die Adelsfamilie Waldenfels verfügte seit dem Mittelalter über umfangreichen Besitz in Fischbach. 1390 wurden der Waldenfelsische Besitz von damals vier Gütern erstmals in einer Centbeschreibung des bambergischen Centamts Stadtsteinach erwähnt. Neben Waldenfels hatten auch das Bamberger Domkapitel, die Pfarrei Stadtsteinach und das Kloster Langheim die Grundherrschaft über Anwesen in Fischbach. Nach der Waldenfelser Fehde trugen Fritz und Hans von Waldenfels ihren Besitz, darunter auch den in Fischbach, dem Markgraftum Brandenburg-Bayreuth zu Lehen auf. Vor 1449 veräußerten die Brüder diesen lehenbaren Anteil an ihren Vetter Hans von Waldenfels zu Knellendorf. Dieser hatte in Fischbach bereits vorher allodialen Besitz gehabt und benannte sich ab 1460 nach Fischbach und begründete damit die Fischbacher Linie seiner Familie. Seinen Sitz nahm er im Oberen Schloss.
Um 1500 wurde der Besitz geteilt. Der größere Teil blieb beim Oberen Schloss und damit markgräfliches Lehen. Hans’ Sohn Balthasar bezog das Untere Schloss und trug den dazu gehörigen Besitz dem Hochstift Bamberg zu Lehen auf. Die Teilung endete schon 1532, als das Untere Schloss von den Besitzern des Oberen Schlosses aufgekauft wurde. Seitdem blieb der Besitz ungeteilt. Er umfasste 1509 vier und später fünf Sölden. Seit 1545 ist auch Staibra mit drei Sölden urkundlich als Teil des Rittergutes bekannt. Das Rittergut war reichsunmittelbar. Neben der Vogtei über die Untertanen verfügte es seit 1700 auch über die Limitierte Cent. Ebenso lag das Patronatsrecht über die Kirche in Steinbach gehörte zum Rittergut. Die Kirche war ursprünglich Filialkirche von Stadtsteinach gewesen. 1548 führte Georg von Waldenfels die Reformation ein uns setzte einen protestantischen Pfarrer ein.
Um 1600 verkaufte Georg Christoph von Waldenfels das Rittergut an Achatz von Guttenberg. 1738 verkauften dessen Nachfahre Johann Gottfried Christoph von Guttenberg das Rittergut an Georg Christoph von Reitzenstein. Die Familie Reitzenstein erwarb 1756 in Wötzelsdorf 4 und in Horlachen 2 Anwesen und vergrößerte so das Rittergut Fischbach. Am Ende des HRR umfasste es über 30 kleinere Anwesen (Sölden, Wohnhäuser). Es unterstand dem Ritterkanton Gebürg.
Nach dem Reichsdeputationshauptschluss war das Hochstift Bamberg an Kurpfalz-Bayern gefallen. Auch die reichsunmittelbaren Territorien sollten im November 1803 meditiarisiert werden. Auch wenn das zunächst nicht erfolgreich war, endete die Reichsunmittelbarkeit dennoch mit der Rheinbundakte und dem Ende des HRR 1806.

## Patrimonialgericht
1812 wurde im Königreich Bayern die Möglichkeit geschaffen, Herrschaftsgerichte und Patrimonialgerichte zu bilden. 1813 stellte Friedrich von Reitzenstein gemäß dem Organischen Edikt von 1812 den Antrag auf Bildung eines Ortsgerichtes Fischbach zu bilden wurde wegen fehlender Unterlagen abgelehnt. Gemäß dem Edikt von 1818 stellten die Reitzensteins erneut einen Antrag auf die Bildung eines Patrimonialgerichtes I. Klasse. Dies verzögerte sich, da dem vorgeschlagenen Richter mangelnde Qualifikation vorgeworfen wurde. 1820 wurde das Patrimonialgericht Fischbach dann errichtet. Es umfasste die von Reitzensteinschen Besitzungen in der Gemeinde Fischbach, Wötzelsdorf und Horlachen (Landgericht Stadtsteinach), Flurholz (Landgericht Weismain) und Grafendobrach (Landgericht Kulmbach). Das Patrimonialgericht war dem Landgericht Stadtsteinach nachgeordnet.
Kurz vor dem Inkrafttreten des Gesetzes zur entgeltlichen Veräußerung der Gerichtsrechte an den Staat vom 28. Dezember 1831 verzichtete die Familie Reitzenstein auf die streitige Gerichtsbarkeit. Ihre Patrimonialgerichte Fischbach und Neudrossenfeld wurden damit zu Patrimonialgerichtes II. Klasse. Nach der Märzrevolution 1848 wurden die Patrimonialgerichte aufgehoben.